# Joseph Cardijn

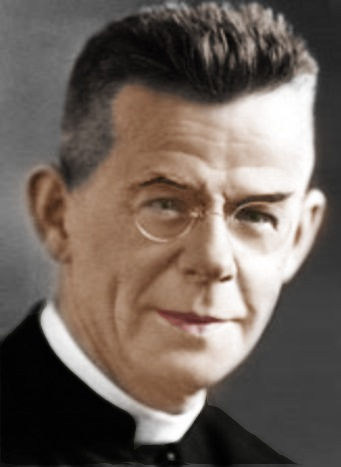
Joseph Cardijn

Joseph Leon Kardinal Cardijn (* 13. November 1882 in Schaerbeek/Schaarbeek bei Brüssel; † 25. Juli 1967 in Löwen) war ein römisch-katholischer Geistlicher und der Begründer der internationalen Christlichen Arbeiterjugend (CAJ).

## Leben
Die Not und die Probleme der arbeitenden Jugend, die er in seiner Umgebung beobachtete, bewogen Joseph Cardijn, Priester zu werden. Deshalb empfing er nach dem Studium der Katholischen Theologie, der Soziologie und der Politikwissenschaften im Jahre 1906 das Sakrament der Priesterweihe. Anschließend studierte er an der Katholischen Universität Löwen Staatswissenschaften. Bei einer Deutschlandreise 1907 machte er sich mit der Arbeit der Katholischen Arbeitervereine und der Christlichen Gewerkschaften vertraut. Danach war er Lateinlehrer am Kleinen Seminar des Erzbistums Mecheln in Wavre. 1912 begann er als Kaplan in Laeken/Laken mit dem Aufbau der CAJ. Viele Misserfolge und Schwierigkeiten begleiteten diese ersten Versuche. 1924 konnte der Nationalverband der belgischen CAJ begründet werden. 1925 empfing Papst Pius XI. Cardijn in Audienz und sagte ihm: „Ich segne die CAJ nicht nur, ich mache sie zu meinem Anliegen“. Aus diesen Anfängen der Bewegung der Arbeiterjugend entstand 1987 die Internationale Koordination der christlichen Arbeiterjugend.
Mit dieser Unterstützung setzte die wachsende Entwicklung der Internationalen CAJ ein. Innerhalb von 40 Jahren breitet sie sich in über 100 Ländern der Welt aus. Cardijn selbst stand an der Spitze dieser Entwicklung und überwachte sie persönlich in vielen verschiedenen Staaten. Auf dem Diözesantag 1961 im Bistum Münster, das er oft besuchte, wurde er von 13.000 jungen Menschen stürmisch gefeiert.

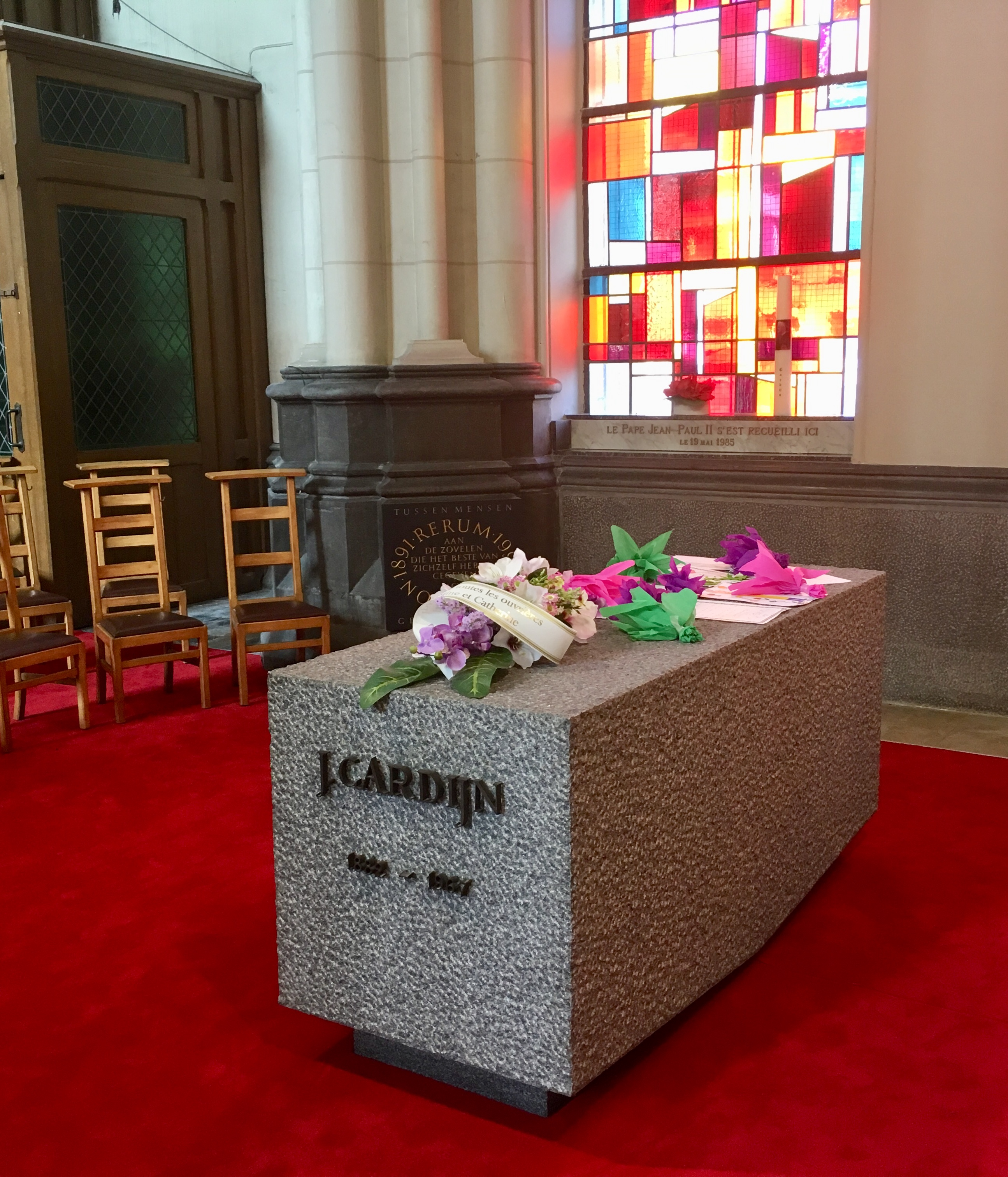
Grab in der Liebfrauenkirche zu Laeken

Papst Paul VI. ernannte Cardijn am 15. Februar 1965 zum Titularerzbischof von Tusuros und nahm ihn einen Tag nach seiner Bischofsweihe, die am 21. November desselben Jahres durch den Erzbischof von Mechelen-Brüssel, Léon-Joseph Kardinal Suenens erfolgte, als Kardinaldiakon mit der Titeldiakonie San Michele Arcangelo in das Kardinalskollegium auf. Beim Zweiten Vatikanischen Konzil eröffnete Kardinal Cardijn die Diskussion in der Konzilsaula über die Pastoralkonstitution Gaudium et Spes im September und Oktober 1965. Gaudium et Spes folgt der für die CAJ maßgeblichen Methode des Dreischritts „Sehen – Urteilen – Handeln“.
Kurz vor seinem Tod im Juli 1967 sagte er als letzte Worte: „Wir müssen anfangen … Wir stehen erst am Anfang“. Er wurde in der Liebfrauenkirche zu Laeken, Brüssel, beigesetzt.

## Seligsprechungsverfahren
Der Erzbischof von Brüssel, André-Joseph Léonard, kündigte 2013 an, ein Seligsprechungsverfahren für Cardijn einzuleiten.

## Namensgeber
Nach Joseph Cardijn war das Seminaire Cardinal Cardijn benannt, das 1967 im Stadtteil Jumet von Charleroi gegründet wurde, um es jungen Männer, die kein Gymnasium besuchen konnten, zu ermöglichen, Priester zu werden. Nachdem immer weniger Kandidaten eingetreten waren, wurde es 1990 geschlossen.
An die Stelle dieses Priesterseminars trat der Centre de Formation Cardijn (CEFOC), eine Einrichtung zum lebenslangen Lernen für Erwachsene.

## Schriften in deutscher Übersetzung
- Die Schicksalsstunde der Arbeiterschaft. Nationalleitung der CAJ Deutschlands, Essen 1955.
- Das Apostolat der jungen Arbeiter. Verlag Die Quelle, Feldkirch 1956.
- Mitten im Leben. Nationalleitung der CAJ Deutschlands, Essen 1963.
- Laien im Apostolat. Butzon & Bercker, Kevelaer 1964.